# Vieiras (kommun)
Vieiras är en kommun i Brasilien.   Den ligger i delstaten Minas Gerais, i den sydöstra delen av landet, 800 km sydost om huvudstaden Brasília. Antalet invånare är 3 732.
Följande samhällen finns i Vieiras:
- Vieiras

Omgivningarna runt Vieiras är huvudsakligen savann. Runt Vieiras är det glesbefolkat, med 19 invånare per kvadratkilometer.